# Adzap (Mengueme)
Pour les articles homonymes, voir Adzap.
Adzap est un village du Cameroun situé dans le département du Nyong-et-So'o et la région du Centre. Il fait partie de la commune de Mengueme.

## Population
En 1963, Adzap comptait 363 habitants, principalement des Bané. Lors du recensement de 2005, on y a dénombré 447 personnes.